# Fuscoderma
Fuscoderma is een geslacht van korstmossen behorend tot de familie Pannariaceae. De typesoort is Fuscoderma applanatum.

## Soorten
Volgens Index Fungorum bevat het geslacht drie soorten (peildatum december 2021):
| Soortnaam             | Auteur(s)                  | Publicatiejaar |
| --------------------- | -------------------------- | -------------- |
| Fuscoderma limbatum   | P.M. Jørg. & D.J. Galloway | 1989           |
| Fuscoderma papuanum   | P.M. Jørg. & Sipman        | 2002           |
| Fuscoderma pyxinoides | P.M. Jørg.                 | 1999           |